# Кохова, Цуца Меджидовна
Цуца Меджидовна Кохова (1920—2000) — черкесская писательница. Народный писатель Карачаево-Черкесии.

## Биография
Цуца Кохова родилась в ауле Хабез (ныне в Хабезском районе Карачаево-Черкесии) в 1920 году в семье ремесленника. Образование получила в школе крестьянской молодёжи и педучилище, а позже окончила Кабардино-Балкарский пединститут. Работала учителем, потом директором школы, а с 1958 по 1975 год — старшим редактором Карачаево-Черкесского книжного издательства.

## Творчество
Перу Коховой принадлежат как крупные, так и малые прозаические формы. Среди них сборники рассказов «Злая невестка», «Позднее раскаяние», «Волчья жила». Известность получили её роман-трилогия «Фатимат» о судьбе женщины-горянки, а также роман «Комната матери», в котором она, одной из первых в черкесской литературе, обратилась к нравственно-философской проблематике.